# Баллені
Баллені (англ. Balleny Islands) — група з трьох незаселених островів вулканічного походження в Південному океані (море Сомова), на південь від Нової Зеландії.

## Географія
В архіпелаг входять три великих острови — Янг, Бакл і Стерж, а також безліч дрібних острівців і скель.
| Острів/Скеля    | Площа, км² | Найвища точка, м  |
| --------------- | ---------- | ----------------- |
| Група Янг       |            |                   |
| Seal Rocks      | 0,0        | 15                |
| Pillar          | 0,0        | 51                |
| Янг             | 225,4      | Freeman Peak 1340 |
| Роу             | 1,7        | 183               |
| Боррадайл       | 3,5        | 381               |
| Beale Pinnacle  | 0,0        | 61                |
| Група Бакл      |            |                   |
| Бакл            | 123,6      | 1238              |
| Scott Cone      | 0,0        | 31                |
| Eliza Cone      | 0,0        | 67                |
| Chinstrap Islet | 0,0        |                   |
| Sabrina Island  | 0,2        | 90                |
| The Monolith    | 0,1        | 79                |
| Група Стерж     |            |                   |
| Стерж           | 437,4      | Браун Пік 1705    |
| Всього          | 791,9      | 1524              |

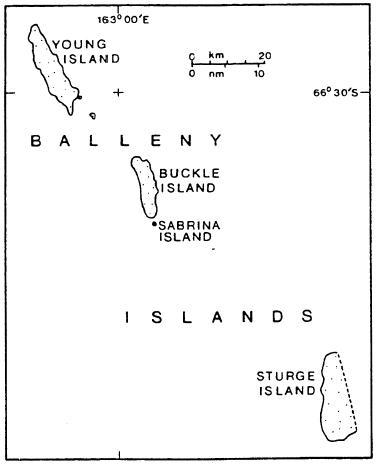
Острів Бакл в середині на карті.

Висота островів досягає 1524 м над рівнем моря, велика частина території покрита льодовиками. У довжину архіпелаг розтягнувся приблизно на 160 км.
На островах є великі колонії пінгвінів Аделі і антарктичних пінгвінів.
Острови входять в зону дії Договору про Антарктику, однак, Нова Зеландія включає їх до складу своїх антарктичних територій (Територія Росса).

## Історія
Острови відкрив англійський мореплавець Джон Баллені в 1839 році, в честь кого вони і були названі.